# Seetaucher

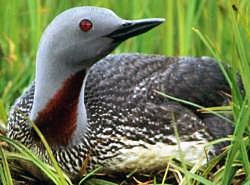
Sterntaucher

Die Seetaucher (Gaviiformes, Gaviidae, Gavia) sind eine Ordnung, Familie und Gattung der Vögel. Es handelt sich um tag- und nachtaktive, an Gewässer gebundene Vögel, die in fünf Arten die Taiga und Tundra der Holarktis bewohnen. Die gemäßigten Zonen werden für gewöhnlich nur auf dem Zug und in den Winterquartieren erreicht.
Historisch wurden die Seetaucher mit den Lappentauchern als Taucher zusammengefasst, sind mit diesen jedoch tatsächlich nicht näher verwandt.

## Äußere Merkmale
Seetaucher sind große Schwimm- und Tauchvögel mit einer Körperlänge von 53 bis 91 Zentimetern und einer Flügelspannweite zwischen 106 und 152 Zentimetern. Ihr Gewicht liegt zwischen 1 und 6,4 Kilogramm; die großen Arten sind damit erheblich schwerer als Gänse. Von den Lappentauchern unterscheiden sie sich vor allem durch vollständige Schwimmhäute, welche die drei nach vorn gerichteten Zehen des anisodactylen Fußes verbinden, sowie durch einen auch äußerlich gut sichtbaren, wenn auch nur kurzen Schwanz.
Seetaucher haben einen stromlinienförmigen Körper, der exzellent an das Wasserleben angepasst ist. Die Beine setzen weit hinten am Körper an und tragen kräftige Füße, was den Antrieb im und unter Wasser perfektioniert.
Ihr Gefieder ist im Brutkleid bei den meisten Arten auf der Oberseite schachbrettartig schwarz-weiß gefärbt, nur beim Sterntaucher ist es einfarbig graubraun. Auf der Unterseite ist es bei allen Arten fast weiß. Es ist sehr dicht und isoliert gut gegen die Kälte der arktischen und subarktischen Gewässer. Kopf und Hals sind bei allen Arten sehr farbenprächtig. Im Winter wird das auffällige Prachtkleid durch ein schlichteres Ruhekleid ersetzt. Männchen sind etwas größer und schwerer als Weibchen; ein sichtbarer Geschlechtsdimorphismus besteht ansonsten nicht. Junge Seetaucher ähneln ganzjährig adulten Vögeln im Ruhekleid; erst im Alter von etwa drei Jahren zeigen sie das typische Prachtkleid der Altvögel.

## Stimme
Der charakteristische „Gesang“ der Seetaucher ist ein extrem lautes und melodisches Heulen, das weit trägt und zu den lautesten Rufen gehört, die in den arktischen Breiten zu hören sind. Dieser Gesang wird nur zur Brutzeit geäußert und dient der Revierabgrenzung. Beim Sterntaucher rufen beide Partner, bei den anderen Arten nur die Männchen.
Ein anderer Ruf ist ein Warnruf, der bei Gefahr ausgestoßen wird. Bei Stern-, Pracht- und Pazifiktaucher ist dieser ein rabenartiges Krächzen, bei Eistaucher und Gelbschnabeltaucher ein „kreischendes Lachen“.

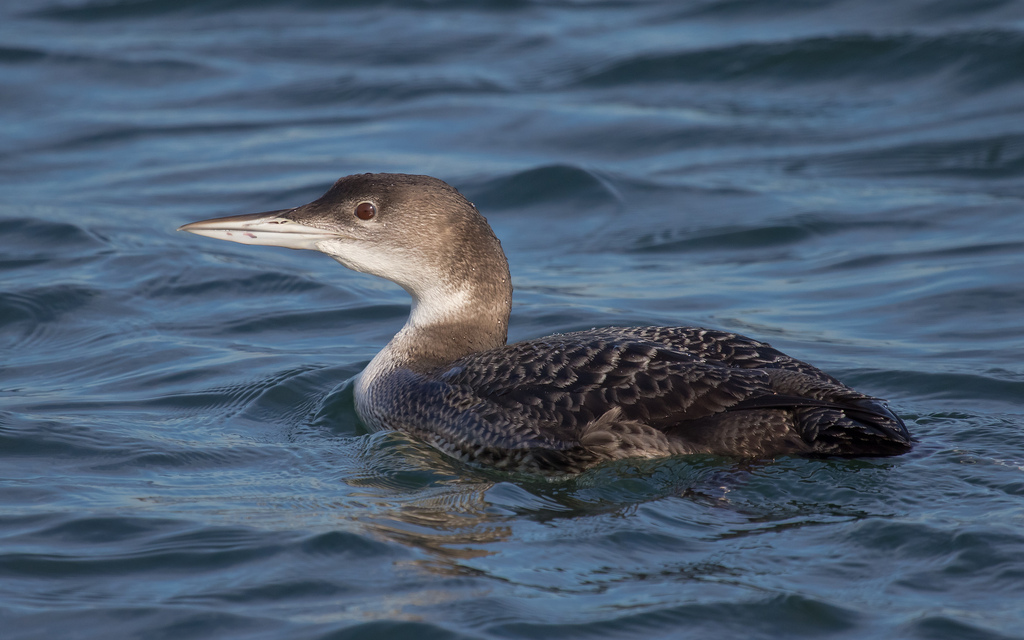
Eistaucher im Jugendkleid

- Revierruf des Eistauchers
- Warnruf des Eistauchers

## Verbreitung und Lebensraum

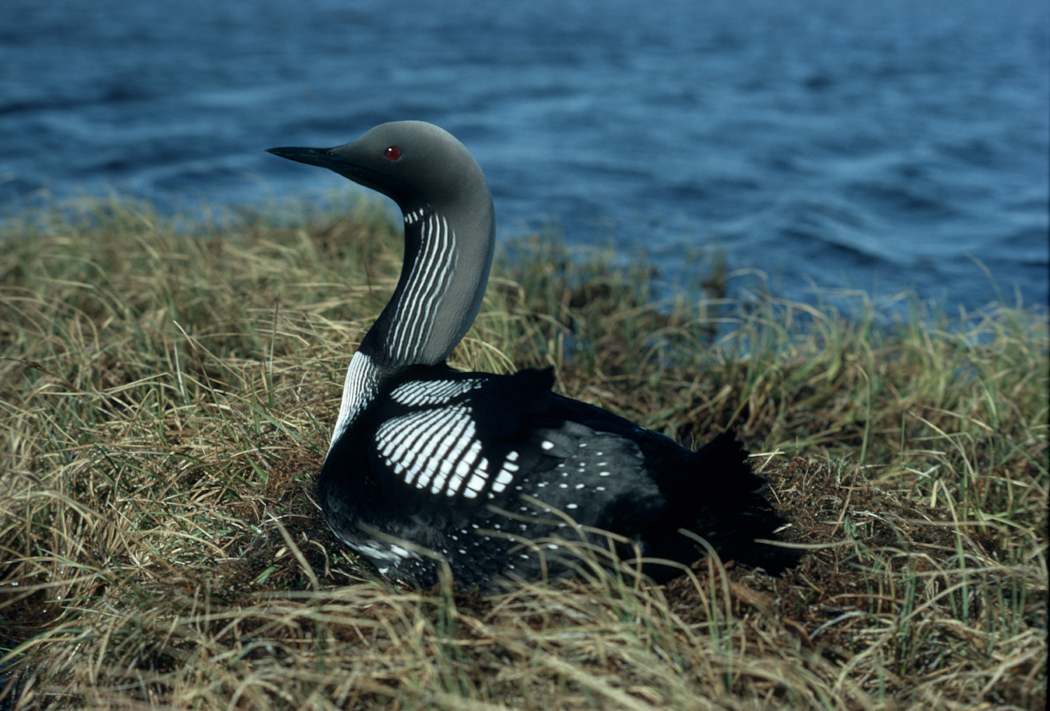
Prachttaucher

Seetaucher bewohnen im Wesentlichen den Norden der Holarktis, also die Tundra und Taiga in Kanada, Alaska, Grönland, Skandinavien und Russland. Mit dem Sterntaucher und dem Prachttaucher brüten zwei der fünf Arten auch in Nordeuropa; die Südgrenze der Vorkommen beider Arten liegt in Europa im Norden Irlands, im nördlichen Schottland sowie im Süden von Norwegen und Schweden. Der Eistaucher brütet vor allem in Nordamerika, daneben auch in Grönland und auf Island; der Gelbschnabeltaucher bewohnt den Nordosten Sibiriens und den äußersten Norden Amerikas.
Seetaucher verbringen ihr ganzes Leben auf dem Wasser oder in dessen unmittelbarer Nähe. Die Brutplätze befinden sich bei den großen Arten an tiefen Seen der Tundren und borealen Zonen, beim Sterntaucher auch an kleinen Seen und Teichen. Wenn die Möglichkeit besteht, werden als Nistplätze kleine Inseln innerhalb der Seen bevorzugt. Sterntaucher und Gelbschnabeltaucher brüten in seltenen Fällen auch an geschützten Meeresbuchten oder in Flussdeltas.
Die Winterquartiere liegen je nach Art an den Küsten Europas, Asiens und Nordamerikas; in Europa umfassen sie unter anderem Nord- und Ostsee sowie das nördliche Mittelmeer, in Nordamerika reichen sie südwärts bis Niederkalifornien und Florida, in Asien die chinesische Küste hinunter bis Hainan.
Die grönländischen und isländischen Populationen des Eistauchers sind im Winter an europäischen Küsten zu beobachten und nur ausnahmsweise auf großen Seen im Binnenland. Häufiger sind aber Stern- und Prachttaucher, die im Winter in großer Zahl an mitteleuropäische Küsten kommen. Vor allem auf dem Herbstzug rasten beide Arten einzeln oder in kleinen Trupps auch tief im mitteleuropäischen Binnenland, meist auf großen Seen. Vor allem die nordsibirischen Populationen des Prachttauchers weisen dabei ein besonders interessantes Zugverhalten auf. Im Herbst wandern sie zum Schwarzen Meer, im Frühling führt ihr Zugweg sie zunächst zur Ostsee und von dort aus zum Weißen Meer. Ein solches Zugverhalten, bei dem Vögel auf anderem Weg als im Herbst ins Brutgebiet zurückkehren, wird als Schleifenzug bezeichnet und ist bisher nur für wenige Vogelarten belegt.
Der Gelbschnabeltaucher ist in Mitteleuropa Irrgast, der Pazifiktaucher wurde bisher nicht nachgewiesen.

## Lebensweise

### Fortbewegung
Seetaucher sind ausgezeichnete Taucher, die bis zu 75 Meter tief tauchen und bis zu acht Minuten unter Wasser bleiben können. Meist beträgt die Tauchtiefe aber nur zwei bis zehn Meter, und nur selten wird eine Tauchdauer von einer Minute überschritten. Seetaucher beginnen einen Tauchvorgang durch gerades Abtauchen, ohne wie manche andere Wasservögel (z. B. Lappentaucher) einen vorwärts gerichteten Sprung zu vollführen. Unter Wasser nutzen sie die Füße als Antrieb; die Flügel werden nur selten zur Hilfe genommen.
Auf dem Land bewegen sich Seetaucher dagegen sehr unbeholfen fort. Sie können nicht für längere Zeit aufrecht stehen, sondern müssen sich hierbei mit der Brust abstützen. Die Beine ermöglichen keine watschelnde Bewegung; stattdessen vollführen sie kurze, froschartige Sprünge, die kraftraubend sind und nur das Zurücklegen geringer Entfernungen ermöglichen.
Trotz der relativ kurzen Flügel sind Seetaucher gute Flieger und können große Distanzen zurücklegen. Ihr Flugbild ist durch einen gestreckten Hals gekennzeichnet, bei dem der Kopf etwas tiefer als der Körper gehalten wird; die Füße ragen nach hinten über den Schwanz hinaus. Fast immer heben Seetaucher von der Wasseroberfläche ab und landen auf dieser. Für den Start benötigen sie einen langen Anlauf. Lediglich der relativ kleine Sterntaucher ist in der Lage, von festem Land aufzufliegen.

### Ernährung
Ganz überwiegend fressen Seetaucher kleine oder mittelgroße Fische, die sie auf Tauchgängen erbeuten und meistens noch unter Wasser schlucken. Für gewöhnlich stellt weitere Nahrung nur seltene Beikost dar; dies können Frösche, Krebstiere, Weichtiere, Würmer oder Wasserinsekten sein. Es gibt jedoch Fälle, in denen Seetaucher an fischfreien Seen brüten und dann zeitweise ihre Ernährung ganz auf Weichtiere oder Insekten umstellen.
Seetaucher haben eine sehr dehnbare Speiseröhre, die ihnen das Schlucken relativ großer Beute ermöglicht. Eistaucher können bis 45 Zentimeter große und ein Kilogramm schwere Forellen oder sogar Flundern schlucken. Das Schlucken großer Beutetiere kann in sehr seltenen Fällen misslingen; so hat man schon Seetaucher gefunden, die an (zu) großen Fischen erstickt sind.

### Fortpflanzung

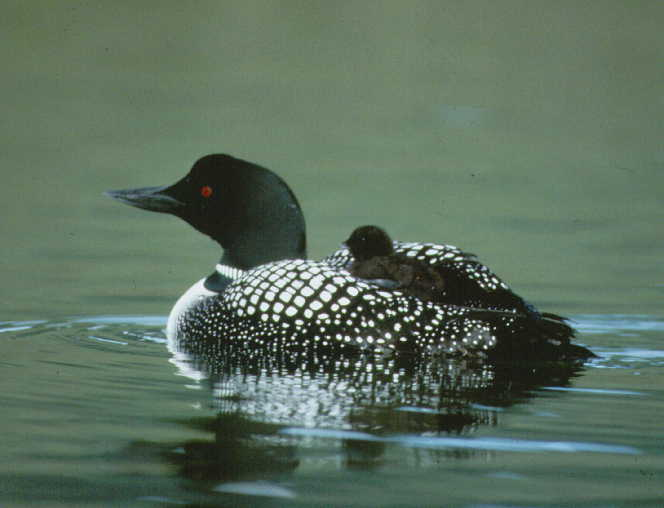
Eistaucher mit Jungem auf dem Rücken

Seetaucher leben in Monogamie. Die Paare suchen alljährlich zur Brutzeit die Reviere des Vorjahres auf und bleiben auch während des Zuges und in den Winterquartieren zusammen. Seetaucher brüten nicht in jedem Jahr; etwa in jedem vierten Jahr setzen die Paare mit der Brut aus. Ein komplexes Balzritual gibt es bei Seetauchern nicht. Bei Paaren, die sich neu finden, kommt es zu einer Reihe synchroner Bewegungen auf dem Wasser, bei älteren Paaren sind selbst diese wenigen ritualisierten Verhaltensweisen noch eingeschränkter.

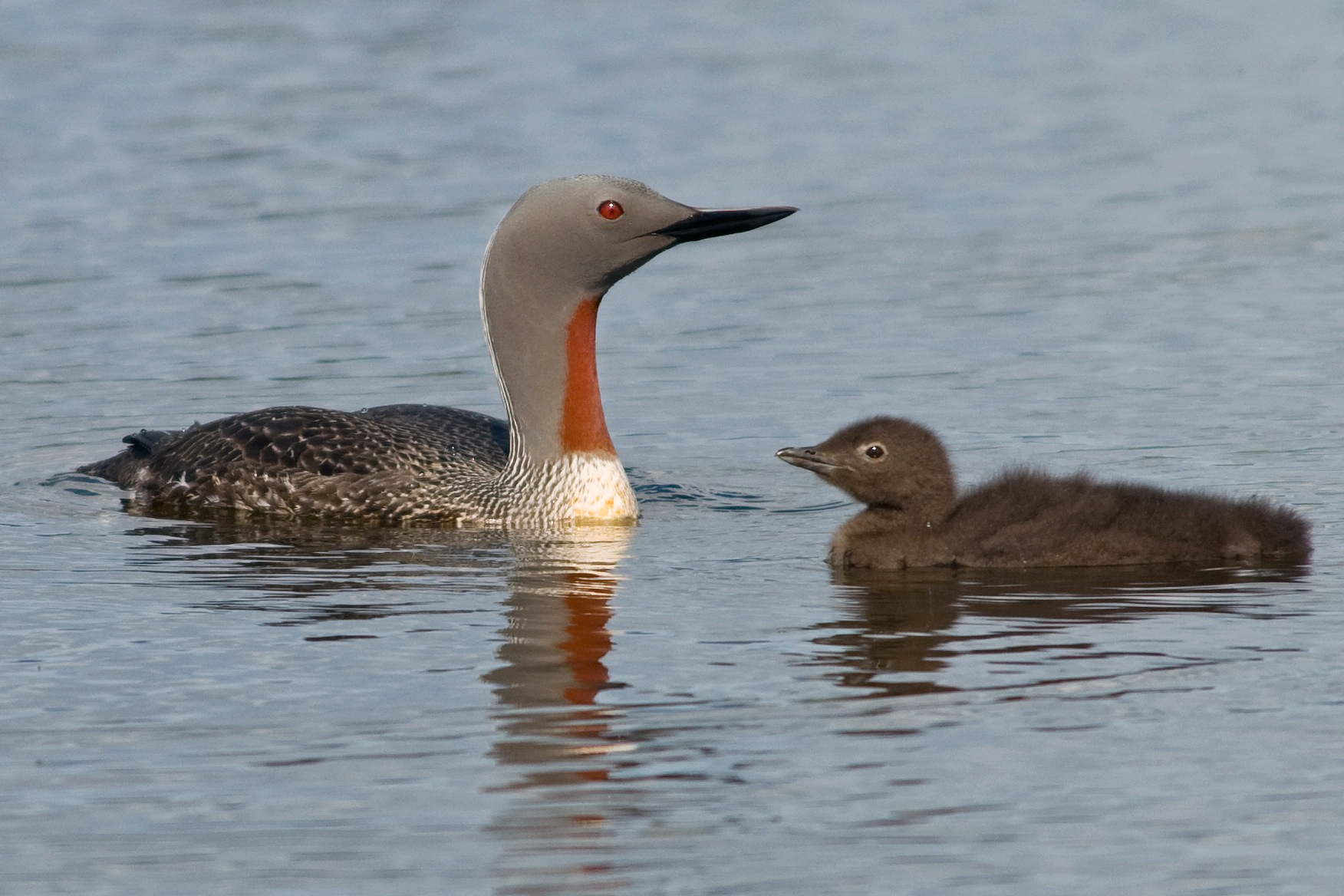
Sterntaucher mit Küken

Die Begattung findet am Ufer statt. Oft wird mit der Paarung gleich nach der Ankunft in den Brutrevieren begonnen, und dies setzt sich über die nächsten Tage fort. Findet sie immer wieder an derselben Stelle statt, kann hierdurch eine Mulde im Boden entstehen, die dann später oft als Nest genutzt wird. Das Nest wird aus Wasserpflanzen und Moosen errichtet. Immer befindet es sich in unmittelbarer Ufernähe, fast nie weiter als einen Meter vom Wasser entfernt.
Im Revierverhalten unterscheidet sich der Sterntaucher von den größeren Arten. Letztere sind territorial und verteidigen das Revier aggressiv gegen alle Eindringlinge. Dagegen liegen die Nester der Sterntaucher oft dicht beieinander, und nur die unmittelbare Umgebung des Nestes wird verteidigt. Meistens reichen Drohgebärden aus, um einen Eindringling zu vertreiben. Selten kommt es zu einem Kampf, der dann aber äußerst heftig geführt wird und mit dem Tod eines Kontrahenten durch Ertränken oder Schnabelhiebe enden kann.
Es werden ein bis drei, in den meisten Fällen zwei Eier gelegt. Beide Eltern brüten. Nach dem Schlüpfen verbleiben die Jungen etwa drei Tage im Nest, ehe sie ins Wasser gehen. Sie sind in diesem jungen Alter bereits schwimm- und tauchfähig; oft ruhen sie auch auf dem Rücken der Eltern. Bis ins Alter von sieben Wochen und manchmal darüber hinaus werden die Jungen von den Altvögeln gefüttert. Einer der Jungvögel erweist sich meistens früh als der stärkere und ergattert die meiste Nahrung für sich. Wenn kein reichliches Nahrungsangebot vorhanden ist, hat dies oft den Tod des schwächeren Jungen zur Folge.
Die Kenntnisse zur Lebenserwartung der einzelnen Arten sind bisher unbefriedigend. Stern- und Prachttaucher werden älter als zehn und manchmal sogar älter als zwanzig Jahre. Bei einem Prachttaucher wurde ein Alter von 28 Jahren nachgewiesen. Hingegen ist beim Eistaucher bisher kein Exemplar bekannt geworden, das ein Lebensalter von mehr als acht Jahren erreicht hätte. Dies ist aber sicher nicht das tatsächliche maximale Alter.

### Fressfeinde
Ausgewachsene Seetaucher haben wenige Fressfeinde; lediglich große Greifvögel wie Seeadler können gelegentlich einen Seetaucher erbeuten. Seetaucher sind durchaus wehrhaft durch ihre dolchartigen Schnäbel: Im Jahr 2020 wurde ein Fall bekannt, bei dem ein Seetaucher einen Weißkopfseeadler – der eines seiner Küken gerissen hatte – mit einem Stich ins Herz tötete. Jungvögel fallen manchmal auch Raben und Krähen, Möwen, Raubmöwen, Ottern oder großen Fischen zum Opfer.

## Menschen und Seetaucher
Besonders die Völker nördlicher Länder pflegen seit langem eine Beziehung zu diesen Vögeln. Die Inuit jagen Seetaucher und verarbeiten Häute und Federn zu Kleidungsstücken. Diese mäßige Jagd hat nie die Bestände gefährdet. In Schottland galt es als schlechtes Omen, den Revierruf eines Seetauchers zu hören.
Während es in der deutschen Sprache keinen althergebrachten Namen für diese Vogelfamilie gibt, sind sie im Englischen als loons bekannt. Diese Bezeichnung wird vor allem in Nordamerika verwendet; in Schottland wird sie auf den Eistaucher angewandt. Die Familie ist in Großbritannien schlicht als divers bekannt. Die Bezeichnung loon stammt wahrscheinlich vom altnordischen lomr, was mit dem deutschen Wort „lahm“ verwandt ist und sich auf die unbeholfene Fortbewegung an Land bezogen haben könnte.
Keine Art der Seetaucher ist in ihrem Bestand bedroht. Dennoch sind bei allen Arten Bestandsrückgänge durch menschliche Einflüsse im arktischen Ökosystem zu verzeichnen. Die Zerstörung von Ufern, die Verschmutzung von Gewässern und das Auslegen von Treib- und Stellnetzen, in denen sich die Tiere verfangen und ertrinken, sind dafür verantwortlich. In Nordamerika wurde festgestellt, dass ganze Populationen von Eistauchern zu einem toxischen Grad mit Quecksilber belastet sind, das sie über Fische aufgenommen haben.

## Fossilgeschichte
Die Seetaucher sind eine sehr alte Vogelgruppe. Während die ältesten sicher diesem Taxon zuzuordnenden Fossilien aus dem Miozän stammen, gibt es weit ältere Funde, deren tatsächliche Zugehörigkeit zu den Seetauchern jedoch umstritten ist. Von diesen sind die ältesten Neogaeornis wetzeli, von dem allerdings nur Fragmente eines Mittelfußknochens (Tarsometatarsus) überliefert sind, und Polarornis sp., bekannt durch Schädelfragmente und vielleicht synonym mit Neogaeornis; beide Fossilien entstammen der oberen Kreide. Aufgrund starker Ähnlichkeiten mit dem Knochenbau moderner Seetaucher wurden sie diesen oft zugeordnet; andere Wissenschaftler halten diese Verwandtschaft für sehr unwahrscheinlich und sehen in Neogaeornis einen mesozoischen Wasservogel, der in konvergenter Evolution ähnliche Merkmale wie die Seetaucher entwickelt hat.
Aus dem Eozän und Oligozän sind die Gattungen Gaviella und Colymboides aus Europa und Nordamerika überliefert, die sehr frühe Vertreter der Gaviiformes repräsentieren könnten. Colymboides ist aber wahrscheinlich ein paraphyletisches Sammelbecken von Formen, die durch die Abwesenheit von für die rezente Gattung Gavia typischen Merkmalen definiert ist.
Die Gattung Gavia ist seit dem frühen Miozän bekannt. Neben den fünf rezenten Arten wurden zehn fossile Arten beschrieben. Aus dem unteren Miozän stammt auch Petralca, dessen einziges bekanntes Fossil bis 2017 als Vertreter der Alkenvögel (Alcidae) interpretiert wurde.

## Systematik

### Äußere Systematik
Seetaucher sind mit keiner anderen Vogelfamilie nahe verwandt. Deshalb werden sie auch als einzige Familie einer Ordnung Gaviiformes geführt.
Traditionell wurden die Seetaucher in die Nähe der Lappentaucher (Podicipedidae) gestellt, mit denen sie in äußerer Erscheinung und Lebensweise einige Gemeinsamkeiten haben. Schon Carl von Linné ordnete 1758 in der Systema Naturae beide Gruppen einer Gattung Colymbus zu, die er bei den Anseres einordnete, einer Ordnung, die in seinem System nahezu alle Wasservögel umfasste. Dies übernahmen weitere Zoologen, beispielsweise Johann Karl Wilhelm Illiger, der Colymbus zusammen mit den Alkenvögeln und den Pinguinen 1811 in die Familie Pygopodidae stellte. Am Ende des 19. Jahrhunderts wurden Lappen- und Seetaucher erstmals auf zwei Familien verteilt, aber immer noch für verwandt gehalten. Leon Gardner war 1925 der erste Zoologe, der die Verwandtschaft von See- und Lappentauchern anzweifelte.
Nach späteren Analysen beruhen alle Ähnlichkeiten zwischen See- und Lappentauchern auf konvergenter Evolution; eine engere Verwandtschaft der beiden Taucher-Familien miteinander wird nicht mehr angenommen.
Durch neuere DNA-Analysen wurden Seetaucher in ein entferntes Verwandtschaftsverhältnis mit Röhrennasen, Pinguinen oder Fregattvögeln gestellt. Keine dieser Hypothesen ist gesichert, und die Schwestergruppe der Seetaucher bleibt unbekannt.

### Innere Systematik

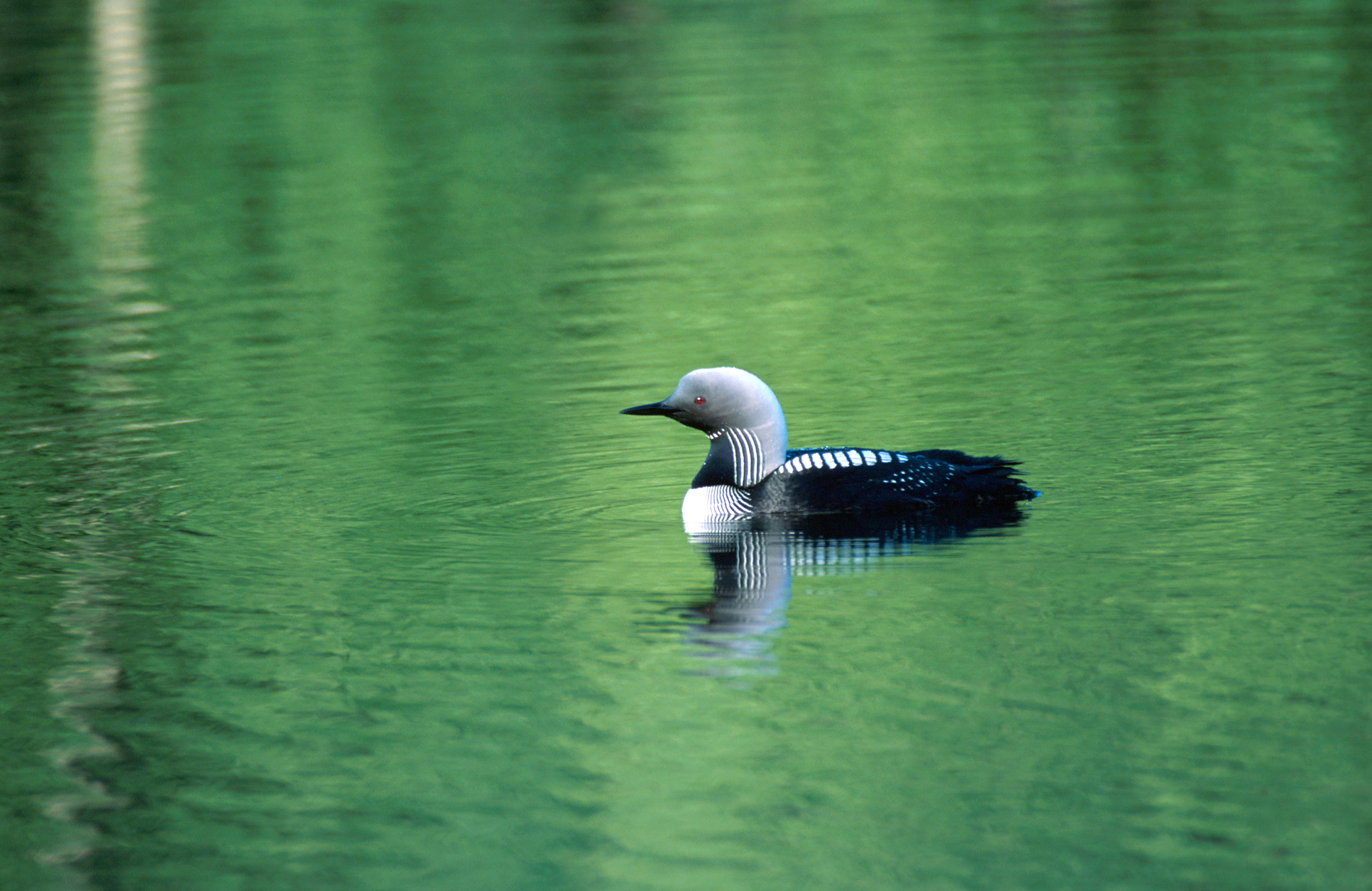
Pazifiktaucher (Gavia pacifica)

Alle heute lebenden Seetaucher werden einer einzigen Gattung Gavia zugeordnet, die die einzige Gattung der Familie Gaviidae und der Ordnung Gaviiformes ist. Hierher gehören nach traditioneller Sichtweise vier, nach neuen Erkenntnissen fünf Arten:
- Eistaucher, G. immer
- Gelbschnabeltaucher, G. adamsii
- Prachttaucher, G. arctica
- Sterntaucher, G. stellata
- Pazifiktaucher, G. pacifica

Der Pazifiktaucher wurde ursprünglich als Unterart des Prachttauchers beschrieben, wird jetzt aber meist als eigenständige Art geführt.
Ein mögliches Kladogramm der Seetaucher sieht aus wie folgt:
|  | Prachttaucher  |
|  |                |
|  | Pazifiktaucher |
|  |                |

|  | Eistaucher          |
|  |                     |
|  | Gelbschnabeltaucher |
|  |                     |

|  | Prachttaucher  |
|  |                |
|  | Pazifiktaucher |
|  |                |

|  | Eistaucher          |
|  |                     |
|  | Gelbschnabeltaucher |
|  |                     |

|  | Prachttaucher  |
|  |                |
|  | Pazifiktaucher |
|  |                |

|  | Eistaucher          |
|  |                     |
|  | Gelbschnabeltaucher |
|  |                     |

|  | Prachttaucher  |
|  |                |
|  | Pazifiktaucher |
|  |                |

|  | Eistaucher          |
|  |                     |
|  | Gelbschnabeltaucher |
|  |                     |